# Palazzo di Giustizia (Rouen)
Il Palazzo di Giustizia di Rouen è uno degli esempi migliori dell'architettura gotica "fiammeggiante" e un capolavoro assoluto dell'Architettura civile dell'epoca. La sua costruzione venne iniziata nel 1499 come sede dell'antico Parlamento di Normandia.
Venne dichiarato Monumento storico dal governo francese nel 1840.

## Storia e descrizione

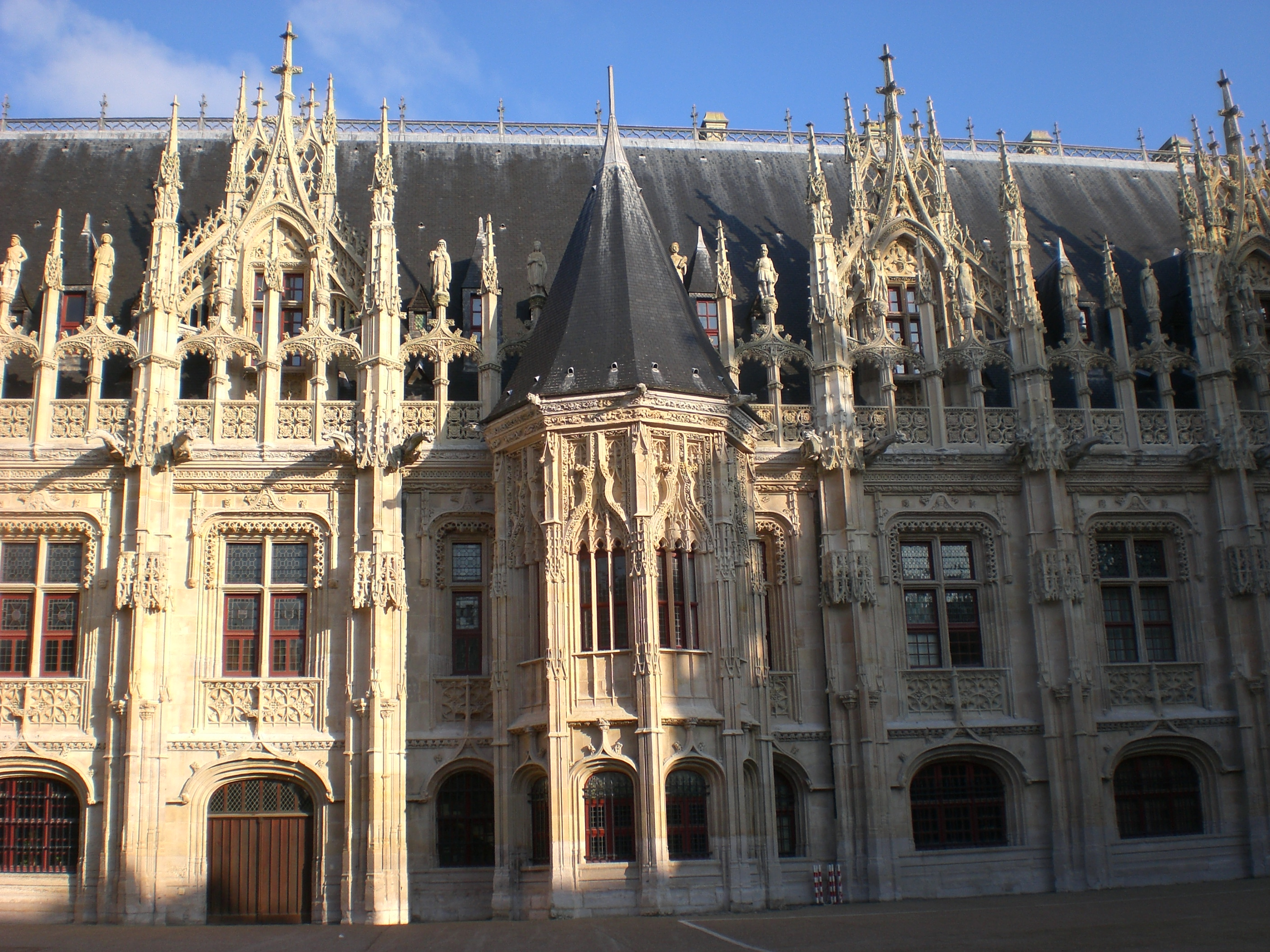
ala centrale della Cour d'Honneur

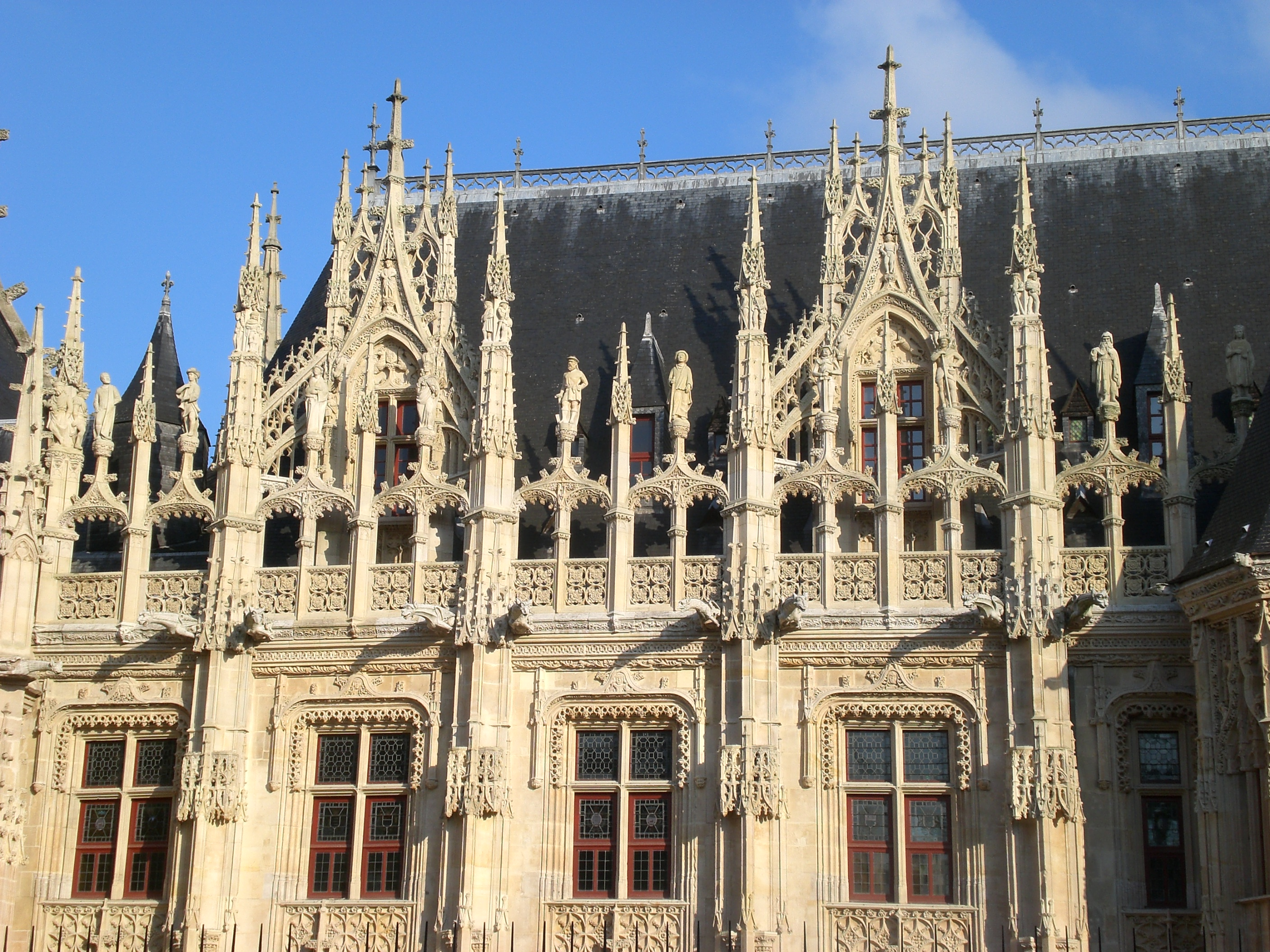
particolare della sontuosa decorazione gotico-fiammeggiante

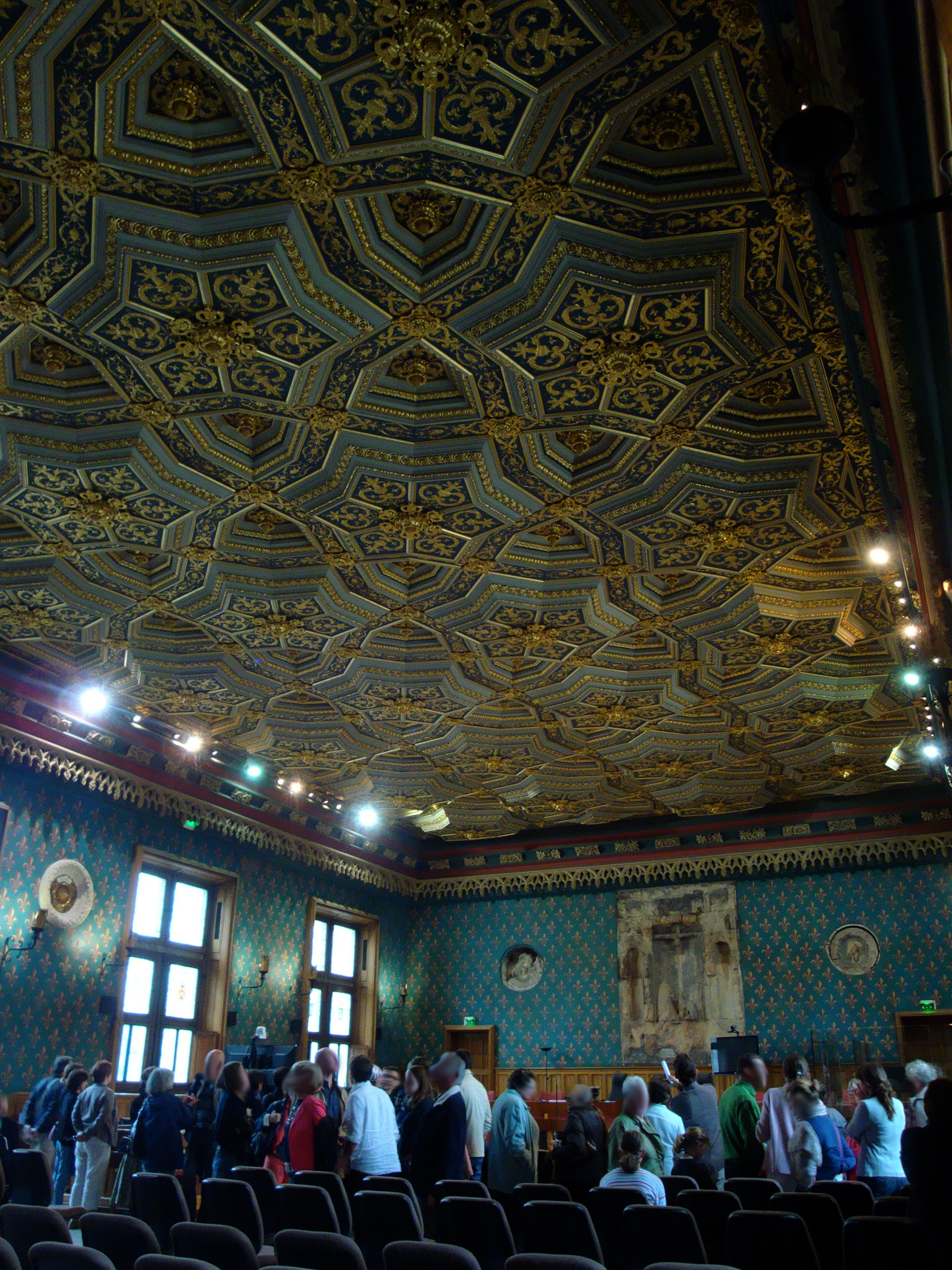
La Sala della Corte d'Assise.

Il 3 marzo 1494 il Consiglio cittadino decide l'erezione di una sala pubblica atta alle riunioni dei mercanti, in vista della costruzione della nuova piazza del mercato. L'edificio venne costruito dagli architetti Roger Ango e Roulland le Roux tra il 1499 e il 1508. Con l'elevazione da parte di re Luigi XII dell'antico Échiquier de Normandie (sorta minore di antico parlamento istituito da Rollone, primo duca di Normandia, all'inizio del X secolo) a Parlamento di Normandia nel 1499, il palazzo divenne la sede della prestigiosa nuova istituzione.
Dal 1509 al 1550 si intraprendono grandi lavori di ampliamento in uno stile misto di elementi gotici fiammeggianti e rinascimentali, saranno finanziati del re tanto che la parte nuova sarà chiamata "Palais Royal". Sarà allora che verrà aggiunta la Cour d'Honneur dalle ricchissime facciate. Il Cortile è chiuso su tre lati: a sinistra è la prima costruzione dove in questo periodo vede l'attaccamento di una nuova ala, la centrale, più arretrata e decorata, e a destra una parte neogotica rifatta nel 1844. Il corpo centrale, lungo ben 66 metri, presenta un livello di archi ribassati dove si leva il primo piano aperto da eleganti finestre crociate di gusto rinascimentale; al di sopra s'impone una ricchissima parasta fiammeggiante formata da un'esasperata sequenza di archetti, cuspidi, abbaini, pinnacoli, statue e doccioni. Al centro sporge una torre esagonale con belle trifore e copertura conica.
La facciata ovest con la Torre dell'Orologio che dà sulla rue Jeanne d'Arc, viene ricostruita in stile classico nel 1740 da Pierre Jary, ma tra il 1880 e il 1885 viene rifatta dall'architetto Lucien Lefort in stile neogotico per riunificarla con lo stile originario del palazzo. Lefort aggiungerà anche il portale con lo scalone sul lato destro della corte, poi rimpiazzato da quello odierno qualche mese dopo ad opera di Antonin Selmersheim.
Già nel 1840 il Palazzo di Giustizia di Rouen viene aggiunto dal governo francese nella classificazione come Monumento storico nazionale.
Nel 1944, durante la Seconda guerra mondiale, i pesanti bombardamenti del 19 aprile e del 26 agosto, vedono la distruzione quasi totale degli interni del Palazzo di Giustizia, ad eccezione delle facciate, l'ala neogotica e la Sala della Corte d'Assise, dal prezioso soffitto dorato a cassettoni. Solo nel 1969 se ne intraprenderanno i primi restauri.
Una nuova serie di restauri, molto profondi, vengono attivati nel 2005.

## Galleria d'immagini

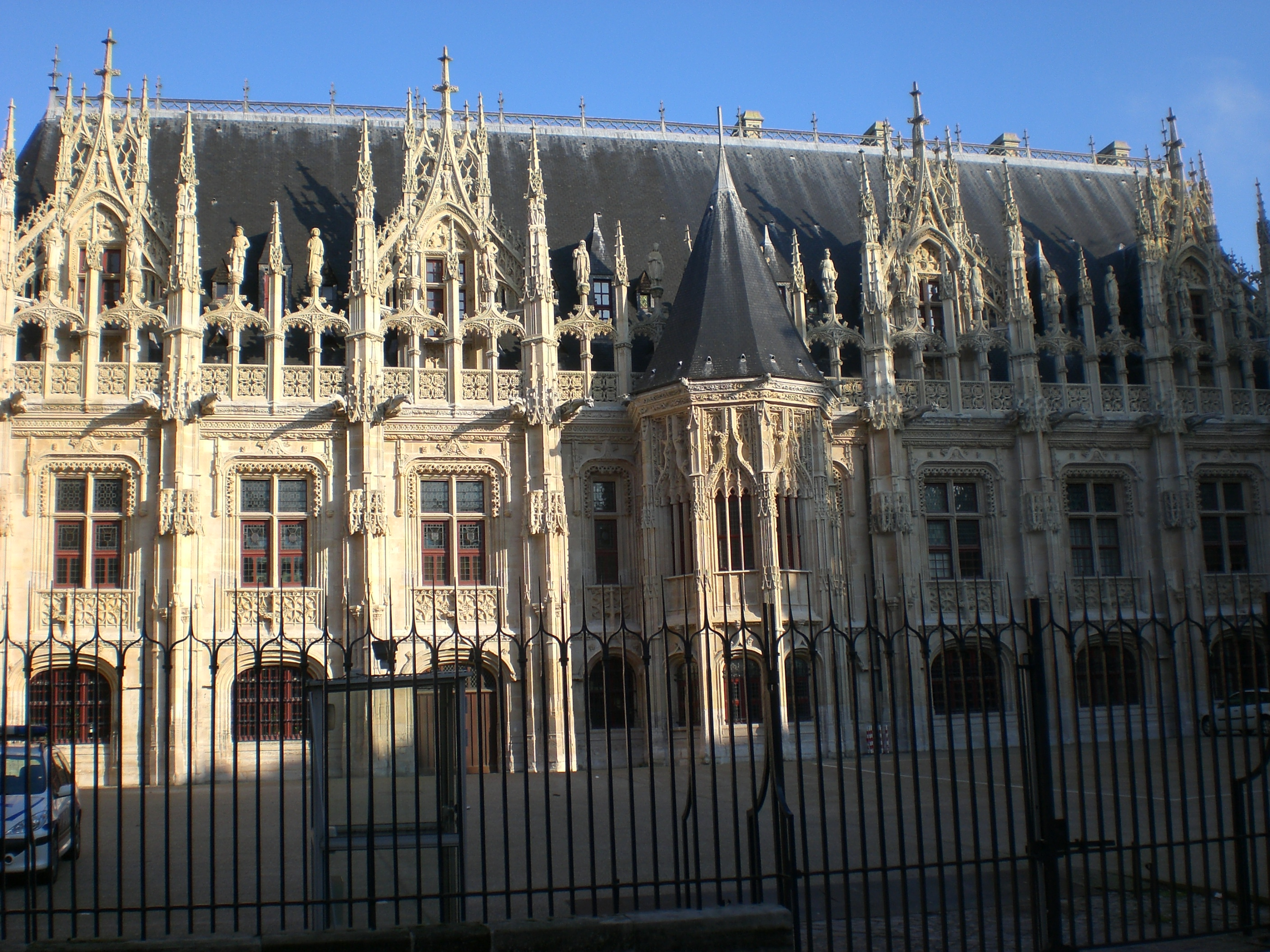
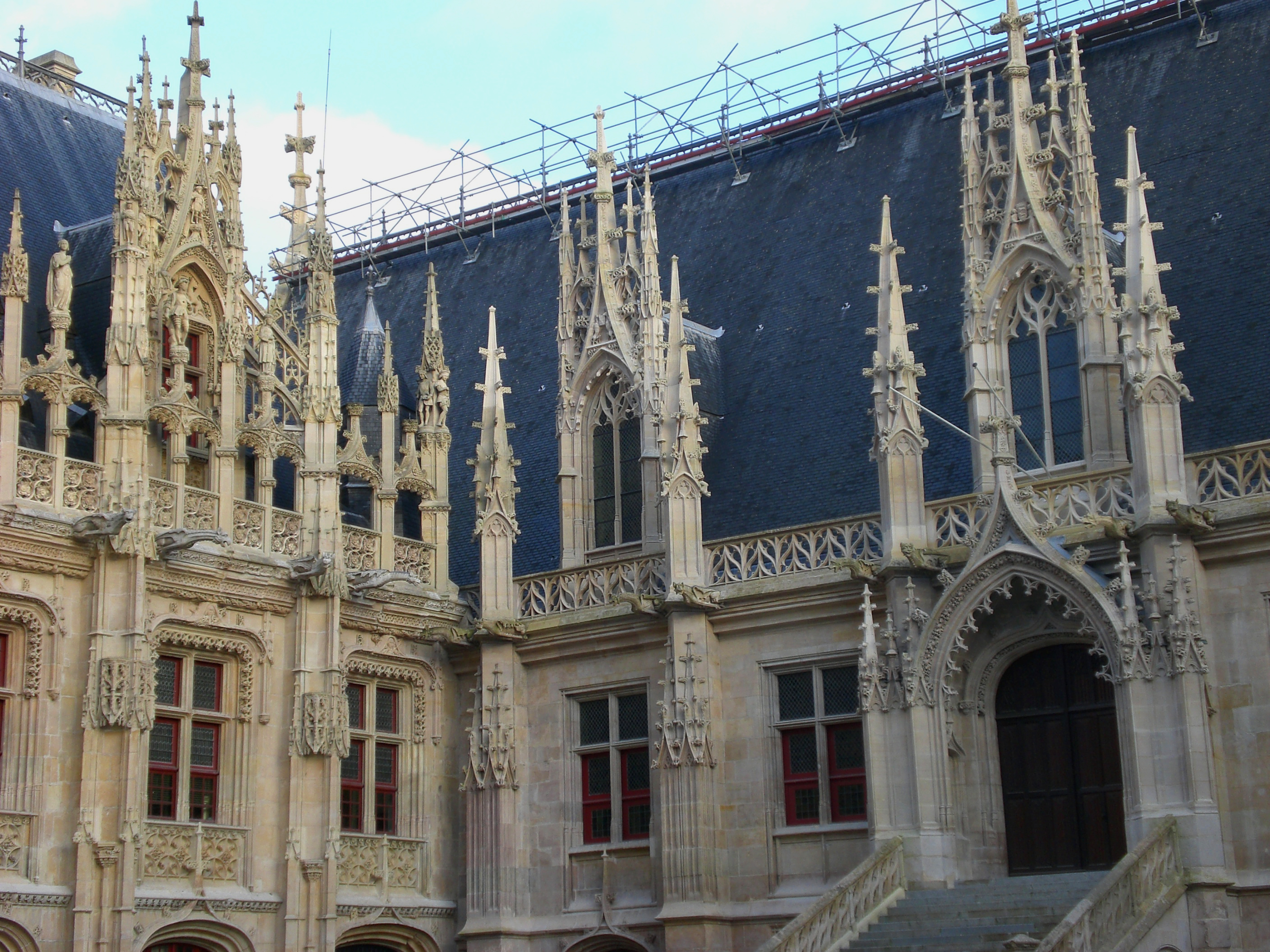
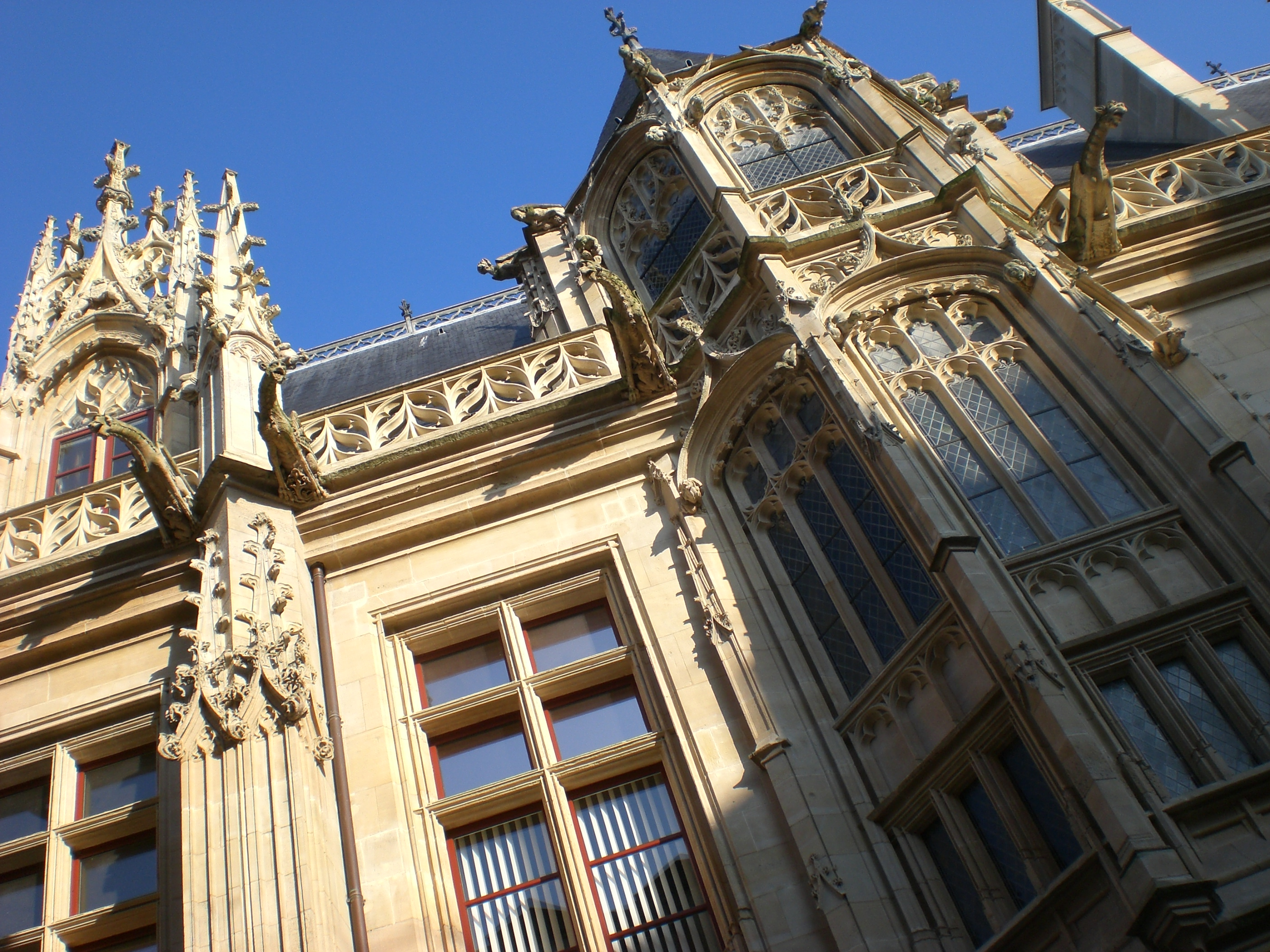